# Badminton World Cup 1997
Der Badminton World Cup 1997 fand vom 20. bis zum 24. August 1997 in der Among Rogo Sports Hall in Yogyakarta statt. Das Preisgeld betrug 200.000 US-Dollar.

## Sieger und Platzierte
| Disziplin    | Gold                       | Silber                        | Bronze                        |
| ------------ | -------------------------- | ----------------------------- | ----------------------------- |
| Herreneinzel | Sun Jun                    | Joko Suprianto                | Indra Wijaya                  |
| Herreneinzel | Sun Jun                    | Joko Suprianto                | Ong Ewe Hock                  |
| Dameneinzel  | Susi Susanti               | Ye Zhaoying                   | Mia Audina                    |
| Dameneinzel  | Susi Susanti               | Ye Zhaoying                   | Gong Zhichao                  |
| Herrendoppel | Ricky Subagja Rexy Mainaky | Lee Dong-soo Yoo Yong-sung    | Candra Wijaya Sigit Budiarto  |
| Herrendoppel | Ricky Subagja Rexy Mainaky | Lee Dong-soo Yoo Yong-sung    | Choong Tan Fook Lee Wan Wah   |
| Damendoppel  | Gu Jun Ge Fei              | Qin Yiyuan Tang Yongshu       | Eliza Nathanael Zelin Resiana |
| Damendoppel  | Gu Jun Ge Fei              | Qin Yiyuan Tang Yongshu       | Finarsih Indarti Issolina     |
| Mixed        | Liu Yong Ge Fei            | Tri Kusharyanto Minarti Timur | Flandy Limpele Rosalina Riseu |
| Mixed        | Liu Yong Ge Fei            | Tri Kusharyanto Minarti Timur | Imam Tohari Emma Ermawati     |

## Finalergebnisse
| Disziplin    | Sieger                     | Finalist                      | Ergebnis           |
| ------------ | -------------------------- | ----------------------------- | ------------------ |
| Herreneinzel | Sun Jun                    | Joko Suprianto                | 15-9, 15-8         |
| Dameneinzel  | Susi Susanti               | Ye Zhaoying                   | 11-8, 11-5         |
| Herrendoppel | Ricky Subagja Rexy Mainaky | Lee Dong-soo Yoo Yong-sung    | 15-1, 10-15, 15-3  |
| Damendoppel  | Gu Jun Ge Fei              | Qin Yiyuan Tang Yongshu       | 15-10, 9-15, 15-9  |
| Mixed        | Liu Yong Ge Fei            | Tri Kusharyanto Minarti Timur | 12-15, 15-7, 15-10 |